# Horst Berg
Horst Berg (* 8. September 1941 in Troisdorf; † 7. Mai 2022 in Überherrn) war ein deutscher Fußballspieler. Er bestritt 134 Bundesligaspiele für Borussia Neunkirchen, Eintracht Braunschweig, den TSV 1860 München und Hannover 96, wobei er 14 Tore erzielte.

## Laufbahn

### Im Südwesten, 1962 bis 1967
Der spätere Allroundspieler Horst Berg machte in der Saison 1961/62 in der Verbandsliga Mittelrhein bei seinem Verein SSV Troisdorf 05 auf sich aufmerksam. Die Späher von Borussia Neunkirchen verpflichteten den damaligen Angreifer der Schwarz-Weißen vom Sportplatz „Auf der Heide“ für die Saison 1962/63. Bereits am zweiten Spieltag der Fußball-Oberliga Südwest, am 26. August 1962 debütierte der Neuzugang aus Troisdorf in der Ligamannschaft aus dem Ellenfeldstadion. Die Borussen gewannen das Spiel mit 2:1 Toren beim SC Ludwigshafen. Acht Tage später trug sich Berg erstmals in die Torschützenliste ein. Er kam unter Trainer Hans Pilz auf 20 Oberligaeinsätze und erzielte zehn Tore. Neunkirchen zog als Vizemeister im Südwesten in die Endrunde um die deutsche Meisterschaft 1963 ein. Berg bildete am ersten Endrundenspieltag, den 25. Mai 1963, beim Heimspiel im Saarbrücker Ludwigspark vor 40.000 Zuschauern gegen den Hamburger SV, beim 3:0-Sieg, zusammen mit Elmar May, Karl Ringel, Paul Pidancet und Günter Kuntz den Angriff der Borussen. Neunkirchen wurde nicht für die neue Fußball-Bundesliga ab der Saison 1963/64 nominiert. Mit Trainer Horst Buhtz zog Neunkirchen als Meister der Fußball-Regionalliga Südwest in die Aufstiegsrunde ein. Überraschend setzten sich die Saarländer gegen den Gruppenfavoriten Bayern München durch und stiegen in die Bundesliga auf. Beim 4:1-Heimerfolg gegen St. Pauli am 10. Juni erzielte Berg zwei Tore.
In der Bundesligasaison 1964/65 konnte er sich nicht in den Kreis der Stammspieler – Horst Kirsch, Erwin Glod, Erich Leist, Achim Melcher, Dieter Schock, Hans Schreier, Günter Schröder, Günter Heiden, Günter Kuntz, Dieter Harig – platzieren und teilte sich mit Heinz Simmet (8-7) mit seinen sieben Einsätzen und einem Tor die Rolle des Ergänzungsspielers.
Deshalb zog er es vor, zur Runde 1965/66, den Schritt zurück zu tun, und schloss sich im Südwesten Saar 05 Saarbrücken in der Fußball-Regionalliga Südwest an. Unter Trainer Otto Knefler kam er von 1965 bis 1967 auf 60 Regionalligaeinsätze und erzielte dabei 27 Tore. Trainer Helmuth Johannsen vom Sensationsmeister Eintracht Braunschweig verpflichtete den Mann von Saar 05 zur Runde 1967/68 und Berg kehrte damit wieder in die Bundesliga zurück.

### Bundesliga, 1967 bis 1972
Der Mann vom Mittelrhein gehörte beim Titelverteidiger in der Saison 1967/68 mit 30 Einsätzen und drei Toren der Stammbesetzung an. Die Eintracht konnte aber nur den neunten Rang belegen. In den Spielen des Landesmeisterwettbewerbs im Europapokal gegen Rapid Wien und Juventus Turin überzeugte dagegen der Deutsche Meister des Jahres 1967. Berg gelang im Hinrundenspiel am 31. Januar 1968 in Braunschweig gegen Juventus in der 39. Minute die zwischenzeitliche 3:1-Führung. Wie Lothar Ulsaß fiel er für das Entscheidungsspiel am 20. März in Bern gegen die Italiener aus. Nach 54 Bundesligaeinsätzen mit fünf Toren für Eintracht Braunschweig nahm er zur Runde 1969/70 das Angebot vom TSV 1860 München an und zog nach Bayern.
Bei den „Löwen“ erlebte er die Trainerarbeit von Fritz Langner (bis 12. November 1969) und Franz Binder. Beide konnten aber nicht verhindern, dass der finanziell angeschlagene Ex-Meister des Jahres 1966 am Rundenende als Tabellenvorletzter den Abstieg in die Fußball-Regionalliga Süd anzutreten hatte. In 23 Einsätzen hatte Berg ein Tor für die „Löwen“ erzielt. Am ersten Spieltag, den 16. August 1969, hatte er zusammen mit Rudolf Zeiser und Rudolf Kölbl beim 0:0-Remis bei Alemannia Aachen das Münchner Mittelfeld gebildet. Durch einen neuen Vertrag bei Hannover 96 zur Runde 1970/71 spielte Berg aber weiter in der Bundesliga. Unter seinem ehemaligen Braunschweiger Trainer Helmuth Johannsen bildete er zumeist mit Peter Anders, Hans-Josef Hellingrath und Rainer Stiller die Abwehr der „Roten“. Die 96er belegten den neunten Rang und Berg hatte 32 Spiele absolviert und dabei fünf Tore erzielt. Im zweiten Jahr in Hannover, 1971/72, wurde nach schwachem Start Trainer Johannsen zum 13. November 1971 entlassen und durch Hans Hipp ersetzt. Berg kam zu weiteren 18 Bundesligaeinsätzen und schoss dabei zwei Tore. Nach insgesamt 134 Bundesligapartien mit 14 Toren beendete der 31-Jährige 1972 das Kapitel Bundesliga und schloss sich dem in der Regionalliga Südwest spielenden SV Röchling Völklingen zur Runde 1972/73 an.

### Regionalliga Südwest, 1972 bis 1974
Im Stadion am Köllerbach (bis 1974) führte sein alter Bekannter Helmuth Johannsen die sportliche Regie und Röchling errang tatsächlich die Vizemeisterschaft und zog damit in die Bundesligaaufstiegsrunde 1973 ein. Zusammen mit den Mitspielern Jürgen Stars, Lothar Weschke, Klaus Hommrich, Walter Spohr, Jürgen Fuhrmann, Claus Schygulla und Hans-Werner Kremer nahm er den Kampf gegen die Konkurrenten Rot-Weiss Essen, Darmstadt 98, VfL Osnabrück und Wacker 04 Berlin auf. In allen acht Gruppenspielen kam Berg zum Einsatz, aber Essen setzte sich überlegen vor Darmstadt und Völklingen durch. Im Jahr der Fußball-Weltmeisterschaft 1974 reichte es nicht zum Einzug in die Aufstiegsrunde, mit dem SV kam Routinier Berg auf den vierten Rang. Von 1972 bis 1974 kamen für Berg nochmals 54 Regionalligaspiele mit drei Toren hinzu. Insgesamt wird er in der damals zweitklassigen Regionalliga Südwest mit 122 Einsätzen und 34 Toren geführt.
Nach drei Punktspielen in der neu installierten 2. Fußball-Bundesliga Gruppe Süd in der Saison 1974/75 beendete er 1975 seine höherklassige Spielerlaufbahn.